# Championnat de futsal de la CONCACAF
Le Championnat de futsal de la CONCACAF ou CONCACAF Futsal Championship est la plus importante compétition masculine de futsal entre sélections nationales d'Amérique du Nord, d'Amérique centrale et de la Caraïbe. Créé en 1996, il est organisé par la  Confédération de football d'Amérique du Nord, d'Amérique centrale et des Caraïbes (CONCACAF) tous les quatre ans.
La compétition est qualificative pour la Coupe du monde de futsal.

## Palmarès

### Par édition
Le tableau ci-dessous indique les finales de chaque édition du championnat de la CONCACAF de futsal,.
| # | Édition | Lieu       | Vainqueur      | Score            | Finaliste  | Troisième  | Score       | Quatrième  |
| - | ------- | ---------- | -------------- | ---------------- | ---------- | ---------- | ----------- | ---------- |
| 1 | 1996    | Guatemala  | États-Unis     | 7 - 3            | Cuba       | Mexique    | 3 - 1       | Guatemala  |
| 2 | 2000    | Costa Rica | Costa Rica     | 2 - 0            | Cuba       | États-Unis | 5 - 1       | Mexique    |
| 3 | 2004    | Costa Rica | États-Unis (2) | 2 - 0            | Cuba       | Costa Rica | 12 - 5      | Mexique    |
| 4 | 2008    | Guatemala  | Guatemala      | 3-3 t. a. b. 5-3 | Cuba       | États-Unis | 7 - 1       | Panama     |
| 5 | 2012    | Guatemala  | Costa Rica (2) | 3 - 2            | Guatemala  | Panama     | 6 - 4 a. p. | Mexique    |
| 6 | 2016    | Costa Rica | Costa Rica (3) | 4 - 0            | Panama     | Guatemala  | 3 - 2       | Cuba       |
| 7 | 2021    | Guatemala  | Costa Rica (4) | 3 - 2            | États-Unis | Guatemala  | 3 - 2 a. p. | Panama     |
| 8 | 2024    | Nicaragua  | Panama         | 4 - 3            | Cuba       | Guatemala  | 3 - 0       | Costa Rica |

### Par nation
| Équipe     | Vainqueur                  | Finaliste                        | Troisième            | Quatrième            |
| ---------- | -------------------------- | -------------------------------- | -------------------- | -------------------- |
| Costa Rica | 4 (2000, 2012, 2016, 2021) |                                  | 1 (2004)             | 1 (2024)             |
| États-Unis | 2 (1996, 2004)             | 1 (2021)                         | 2 (2000, 2008)       |                      |
| Guatemala  | 1 (2008)                   | 1 (2012)                         | 3 (2016, 2021, 2024) | 1 (1996)             |
| Panama     | 1 (2024)                   | 1 (2016)                         | 1 (2012)             | 2 (2008, 2021)       |
| Cuba       |                            | 5 (1996, 2000, 2004, 2008, 2024) |                      | 1 (2016)             |
| Mexique    |                            |                                  | 1 (1996)             | 3 (2000, 2004, 2012) |